# ادبیات لاتین
ادبیات لاتین شامل مقالات، تواریخ، شعر، نمایشنامه، و نوشته‌های دیگر نوشته‌شده به زبان لاتین است. در اوایل سدهٔ سوم پیش از میلاد، دو سده طول کشید تا به ادبیات غالب در روم باستان تبدیل شود. ادبیات لاتینی در بسیاری از روش‌ها ادامهٔ ادبیات یونان باستان بود و از بسیاری از اشکال مشابه استفاده می‌کرد.
از کهن‌ترین آثار ادبی لاتین تنها پاره‌نوشته‌هایی از لیویوس آندرونیکوس، نیائئوس نویوس و کوئینتوس انیوس (همگی متعلق به سدهٔ سوم قبل از میلاد) برجای مانده‌اند. تنها استثناء کمدی‌های پلوتوس هستند که، به‌همین دلیل، منبع اصلی مطالعهٔ لاتین باستانی می‌باشند.
درباب آندرونیکوس باید گفت که وی اصلاً یک یونانی بود که در جریان تصرف شهر تارانتو اسیر رومیان شد و کارش را به عنوان یک مربی در خدمت یک خانواده اشرافی در رم با ترجمهٔ آثار یونانی به لاتین، از جمله ادیسه اثر حماسی هومر، آغاز کرد و در روم معلم یونانی و لاتین شد. به‌مرور زمان، این ترجمه جای قانون دوازده لوحه را گرفت و کتاب قرائت گردید. زبان لاتین در نتیجهٔ این ترجمه شکل ثابتی پیدا کرد و کتاب‌های دیگر یونانی نیز ترجمه شد و طرز آموزش و پرورش و سازمان فرهنگ یونان در روم مورد توجه و اقتباس واقع گشت.
لاتینی زبان رومیان باستان بود، اما ادبیات لاتینی نه تنها شامل نویسندگان رومی مانند سیسرون، ویرژیل، اووید، و هوراس بود، بلکه شامل نویسندگان اروپایی همچون فرانسیس بیکن، باروخ اسپینوزا، و آیزاک نیوتن نیز می‌شد.